# Cleome canescens
Cleome canescens là một loài thực vật có hoa trong họ Màng màng. Loài này được Stev. ex DC. mô tả khoa học đầu tiên.